# Rue Valdštejnská
La rue Valdštejnská (en français, rue Wallenstein) est une voie de Prague.

## Situation et accès
Située au nord du quartier de Malá Strana à Prague 1, elle relie la place Wallenstein à Klárov. Vers la place Wallenstein, la rue à sens unique dessert tout le trafic automobile du nord au centre de Mala Strana, près de la place de Mala Strana.

## Bâtiments remarquables et lieux de mémoire
Côté droit (nord)
- À l'agneau noir (Demartiniovský) - 4, n° 150, de style néoclassique, par Ignác Palliardi de 1808
- 4A, n° 288
- U Bílého beránka - 6, n° 152, villa néo-baroque de 1917 de JV Velflík
- Palais Fürstenberg - n° 8, n° 153
- Palais Kolovrat - n° 10, n° 154
- Petit palais de Fürstenberg - n° 12, n° 155
- Palais Pálffy - 14, n° 158
- U Tří sedláků - 16, n° 159, reconstruit en 1813
- U Zlatého šífu - 18, n° 160, Renaissance, façade vers 1700
- 20, n° 161 - Musée pédagogique Jan Amos Comenius à Prague

Gauche (sud)
- École d'équitation Wallenstein
- Mur du jardin Wallenstein
- Palais Wallenstein

## Liens
- Wallenstein Street à Prague 1